# 1877 en Grèce
Chronologie de la Grèce
- 1873
- 1874
- 1875
- 1876
- 1877
- 1878
- 1879
- 1880
- 1881

Création de la.

Cette page concerne les évènements survenus en 1877 en Grèce  :

## Création
- 6e régiment d'infanterie (en)
- 10 juin : Croix rouge grecque (el)

## Naissance
- Michaíl Axelós (el), peintre.
- Ángelos Fétsis, militaire, enseignant et athlète.
- Fílippos Karvelás, gymnaste.
- Sōkrátis Kougéas (el), écrivain.
- Nikólaos Otonaíos (ru), peintre.
- Zacharías Papantoníou, écrivain, poète, préfet, journaliste, critique d'art et académicien.
- Gerásimos Spatalás (el), écrivain.
- Ioánnis Vogiatzídis (el), historien.
- Vasílios Xydás (el), athlète.

## Décès
- Dimítrios Chatzískos (el), personnalité politique.
- Dionýsos Kallivokás (el), peintre.
- Konstantínos Kanáris, amiral et Premier-ministre.
- Ioánnis Kóstas (el), architecte.
- Thanassoúlas Valtinós, général.